# Euploea coffea
Euploea coffea är en fjärilsart som beskrevs av Hans Fruhstorfer 1910. Euploea coffea ingår i släktet Euploea och familjen praktfjärilar. Inga underarter finns listade i Catalogue of Life.